# Judy Ponte
Judy Ponte (Ciudad de México, 1926 - Ciudad de México, 24 de julio de 2004) fue una actriz mexicana de cine, teatro y televisión, recordada por su participación en la serie de televisión Mi secretaria, como también en telenovelas y películas.

## Biografía
Inició su carrera artística en 1953 como actriz de teatro participando en obras como: Verano y humo, Los desarraigados dirigidas por Xavier Rojas, Madre Coraje, dirigida por Ignacio Retes donde compartió créditos con la primera actriz María Tereza Montoya.
Incursionó en el cine en 1955 en la cinta La rival a lado de Augusto Benedico y Lilia del Valle, en 1961 actuó en El analfabeto a lado de Cantinflas.
En el ámbito televisivo se destaca su participación en la serie de comedia Mi secretaria como también en telenovelas con títulos como: La leona, Los bandidos de Río Frío, Mi pequeña traviesa y Primer amor a mil por hora realizando en esta su última actuación. 
Estuvo casada con el actor Germán Robles y con el cantautor Jorge Macías, con quien procreó un hijo.
Falleció el 24 de julio de 2004 a los setenta y ocho años.

## Filmografía

### Telenovelas
- Primer amor a mil por hora (2000-2001) - Jazmín
- Carita de ángel (2000)
- Mi pequeña traviesa (1997-1998) - Carmen
- Mágica juventud (1992-1993) - Madre Superiora
- El ricón de los prodigios (1987-1988)
- Los bandidos de Río Frío (1976) - Bruja Jilipa
- Los miserables (1973) - Sra. Borgón
- La leona (1961)
- Niebla (1961)
- Espejo de sombras (1960)
- María Guadalupe (1960)

### Series
- La Güereja y algo más (1998) - Madre Superiora
- Mujer, casos de la vida real (1994-2000)
- La telaraña (1990)
- Salón de belleza (1985)
- El medio pelo (1980) - Romana
- Mi secretaria (1978-1986) - Judy María Justina

### Cine
- Movidas chuecas (1992) - Refugio
- Señoritas a Disgusto (1989) - Lidia Irigoyen
- México, México, ra ra ra (1976)
- El amor llegó a Jalisco (1963)
- El analfabeto (1961) - Ofelia González
- Peligros de juventud (1960) - Amiga de Matilde
- Qué noche aquella (1959)
- Los televisionudos (1957)
- Historia de un marido infiel (1956)
- La Rival (1955)